# Clay Wilson
Pour les articles homonymes, voir Wilson.
Clay Daniel Wilson (né le 5 avril 1983 à Sturgeon Lake, Minnesota aux États-Unis) est un joueur professionnel américain de hockey sur glace.

## Carrière
Au terme de sa quatrième saison avec les Huskies de Michigan Tech, il rejoint le Fury de Muskegon de la United Hockey League pour y terminer la saison. Cette année-là, le Fury remporte la Coupe Coloniale. La saison suivante, il débute avec le Fury mais gradua rapidement dans la Ligue américaine de hockey avec les Griffins de Grand Rapids.
En juillet 2006, il signe un contrat avec les Ducks d'Anaheim de la Ligue nationale de hockey, il ne joue jamais avec le club californien, étant échangé la saison suivante aux Blue Jackets de Columbus en retour du joueur de centre, Geoff Platt. Il fait ses débuts dans la LNH le 25 mars 2008 contre les Predators de Nashville. Il inscrit ses deux premiers points dans la ligue, dont un but, le lendemain face aux Blackhawks de Chicago.
Il remporte la Coupe continentale 2013 avec le Donbass Donetsk.
Il prend sa retraite à l'issue de la saison 2019-2020.

## Statistiques
| Saison     | Équipe                   | Ligue       |     | Saison régulière | Saison régulière | Saison régulière | Saison régulière | Saison régulière |   | Séries éliminatoires | Séries éliminatoires | Séries éliminatoires | Séries éliminatoires | Séries éliminatoires |
| Saison     | Équipe                   | Ligue       | PJ  | B                | A                | Pts              | Pun              | PJ               | B | A                    | Pts                  | Pun                  |                      |                      |
| 2001-2002  | Huskies de Michigan Tech | NCAA        | 38  | 4                | 8                | 12               | 18               | -                | - | -                    | -                    | -                    |                      |                      |
| 2002-2003  | Huskies de Michigan Tech | NCAA        | 38  | 8                | 17               | 25               | 37               | -                | - | -                    | -                    | -                    |                      |                      |
| 2003-2004  | Huskies de Michigan Tech | NCAA        | 37  | 2                | 11               | 13               | 22               | -                | - | -                    | -                    | -                    |                      |                      |
| 2004-2005  | Huskies de Michigan Tech | NCAA        | 35  | 3                | 4                | 7                | 42               | -                | - | -                    | -                    | -                    |                      |                      |
| 2004-2005  | Fury de Muskegon         | UHL         | 14  | 3                | 3                | 6                | 2                | 17               | 0 | 2                    | 2                    | 8                    |                      |                      |
| 2005-2006  | Fury de Muskegon         | UHL         | 13  | 3                | 9                | 12               | 9                | -                | - | -                    | -                    | -                    |                      |                      |
| 2005-2006  | Griffins de Grand Rapids | LAH         | 60  | 10               | 27               | 37               | 40               | 16               | 0 | 3                    | 3                    | 8                    |                      |                      |
| 2006-2007  | Pirates de Portland      | LAH         | 79  | 9                | 34               | 43               | 52               | -                | - | -                    | -                    | -                    |                      |                      |
| 2007-2008  | Pirates de Portland      | LAH         | 14  | 3                | 5                | 8                | 6                | -                | - | -                    | -                    | -                    |                      |                      |
| 2007-2008  | Crunch de Syracuse       | LAH         | 57  | 11               | 28               | 39               | 29               | 13               | 2 | 5                    | 7                    | 4                    |                      |                      |
| 2007-2008  | Blue Jackets de Columbus | LNH         | 7   | 1                | 1                | 2                | 2                | -                | - | -                    | -                    | -                    |                      |                      |
| 2008-2009  | Crunch de Syracuse       | LAH         | 33  | 8                | 12               | 20               | 6                | -                | - | -                    | -                    | -                    |                      |                      |
| 2008-2009  | Wolves de Chicago        | LAH         | 37  | 6                | 19               | 25               | 10               | -                | - | -                    | -                    | -                    |                      |                      |
| 2008-2009  | Blue Jackets de Columbus | LNH         | 5   | 0                | 1                | 1                | 0                | -                | - | -                    | -                    | -                    |                      |                      |
| 2008-2009  | Thrashers d'Atlanta      | LNH         | 2   | 0                | 0                | 0                | 0                | -                | - | -                    | -                    | -                    |                      |                      |
| 2009-2010  | Americans de Rochester   | LAH         | 75  | 14               | 46               | 60               | 58               | 7                | 2 | 0                    | 2                    | 22                   |                      |                      |
| 2009-2010  | Panthers de la Floride   | LNH         | 2   | 0                | 0                | 0                | 0                | -                | - | -                    | -                    | -                    |                      |                      |
| 2010-2011  | Americans de Rochester   | LAH         | 66  | 12               | 36               | 48               | 24               | -                | - | -                    | -                    | -                    |                      |                      |
| 2010-2011  | Panthers de la Floride   | LNH         | 15  | 3                | 2                | 5                | 6                | -                | - | -                    | -                    | -                    |                      |                      |
| 2011-2012  | Heat d'Abbotsford        | LAH         | 66  | 16               | 27               | 43               | 41               | 8                | 2 | 4                    | 6                    | 12                   |                      |                      |
| 2011-2012  | Flames de Calgary        | LNH         | 5   | 0                | 0                | 0                | 4                | -                | - | -                    | -                    | -                    |                      |                      |
| 2012-2013  | Donbass Donetsk          | KHL         | 51  | 8                | 12               | 20               | 26               | -                | - | -                    | -                    | -                    |                      |                      |
| 2013-2014  | Donbass Donetsk          | KHL         | 54  | 6                | 16               | 22               | 22               | 13               | 1 | 6                    | 7                    | 11                   |                      |                      |
| 2014-2015  | HK Sotchi                | KHL         | 60  | 2                | 25               | 27               | 14               | 4                | 0 | 1                    | 1                    | 4                    |                      |                      |
| 2015-2016  | HK Sotchi                | KHL         | 45  | 3                | 13               | 16               | 20               | 1                | 0 | 0                    | 0                    | 4                    |                      |                      |
| 2016-2017  | Severstal Tcherepovets   | KHL         | 52  | 6                | 7                | 13               | 26               | -                | - | -                    | -                    | -                    |                      |                      |
| 2017-2018  | AIK IF                   | Allsvenskan | 38  | 3                | 16               | 19               | 16               | 5                | 1 | 2                    | 3                    | 0                    |                      |                      |
| 2019-2020  | Donbass Donetsk          | UHL         | 21  | 3                | 13               | 16               | 10               | -                | - | -                    | -                    | -                    |                      |                      |
| Totaux KHL | Totaux KHL               | Totaux KHL  | 262 | 25               | 73               | 98               | 108              | 18               | 1 | 7                    | 8                    | 19                   |                      |                      |

## Trophées et honneurs personnels

### United Hockey League
- 2005 : champion de la Coupe Coloniale avec le Fury de Muskegon.

### Ligue américaine de hockey
- 2009-2010 : nommé dans la deuxième équipe d'étoiles ;
- 2011 : sélectionné pour le Match des étoiles avec l'association de l'Ouest.

## Transactions
- 11 juillet 2006 : signe un contrat comme agent libre avec les Ducks d'Anaheim ;
- 15 novembre 2007 : échangé aux Blue Jackets de Columbus par les Ducks d'Anaheim avec Aaron Rome en retour de Geoff Platt ;
- 14 janvier 2009 : échangé aux Thrashers d'Atlanta par les Blue Jackets de Columbus avec le choix de 6e tour des Sharks de San José (acquis précédemment, échangé plus tard aux Blackhawks de Chicago, Chicago sélectionne David Pacan) lors du repêchage d'entrée dans la LNH en 2009 en retour de Jason Williams ;
- 2 juillet 2009 : signe un contrat comme agent libre avec les Panthers de la Floride ;
- 2 juillet 2011 : signe un contrat comme agent libre avec les Flames de Calgary.